# Tylko o mnie
Tylko o mnie – autorska audycja kulturalna i muzyczna Andrzeja Grossa, realizowana w latach 2003–2009 w Telewizji Słupsk i (po półrocznej przerwie) od połowy 2010 roku w Telewizji Pomerania. Audycja nadawana jest, oprócz stacji macierzystej, w programach lokalnych, w 82 miastach Polski, w sieci kablowej Vectra.

## Historia
Audycja ewoluowała od roku 1999. Pierwszy program w formule audycji monograficznej, prezentujący historię wykonawców muzyki rozrywkowej (pop, rock), był częścią programu pod nazwą „Słupski Informator Kulturalny”, który po raz pierwszy ukazał się we wrześniu 1999 roku na antenie Telewizji Słupsk. W niezmienionej formule (od 2000 roku pod nazwą „Aplauz”), program na antenie Telewizji Słupsk ukazywał się co dwa tygodnie, do końca 2001 roku.
Po półtorarocznej przerwie program powrócił na antenę Telewizji Słupsk już jako samodzielna monografia. Po kilku miesiącach od wznowienia produkcji audycja trafiła także do stałej ramówki szczecińskiej Telewizji TV7 (obecnie TV Pomerania), a od roku 2004 nadawana jest także w 82 ośrodkach telewizji lokalnej, w sieci kablowej Vectra.
Magazyn „Tylko o mnie” kilkakrotnie przechodził preselekcje ogólnopolskiego konkursu Telewizji Lokalnych: „To nas dotyczy”, znajdując się w pierwszej dziesiątce najlepszych audycji, w kategorii „Wywiad”. W roku 2004 audycja została nominowana do tej nagrody.

## Mutacje audycji
W latach 2006 i 2007–2009 równolegle z magazynem „Tylko o mnie” na antenie Telewizji Lokalnych ukazywały się wydania specjalne programu: 
- „The Making of...” - seria miniwywiadów z planów teledysków i premier koncertowych (2009)
- „Przegląd 14” - realizowany z Agnieszką Lademan program zawierający zapowiedzi i relacje z imprez w regionie słupskim (2006/2007)
- „Gwiazdy w Dolinie” - cykle reportażowe z Festiwalu Legend Rocka w Dolinie Charlotty. (2008/2009)

W roku 2006 oraz 2012 produkcja i emisja audycji pn. „Tylko o mnie” została czasowo zawieszona.

## Goście audycji (m.in.)
- edycja 1999: Kabaret OT.TO, Dorota Stalińska, Ścianka, TSA,
- edycja 2000: Michał Bajor, Eleni, Mikołaj Grabowski, Grzegorz Halama, Kabaret Moralnego Niepokoju, Bogusław Mec, Leszek Możdżer, Ryszard Rynkowski, Rudi Schuberth, Skaldowie, Sounds of Smokie, Zbigniew Wodecki
- edycja 2001: Grażyna Auguścik, Krzesimir Dębski, Golec uOrkiestra, Bohdan Jarmołowicz, Ewa Kasprzyk, Jerzy Kryszak, Ich Troje, Kayanis, Natalia Kukulska, Lady Pank, Agnieszka Warchulska, Mahin Zarinpanjeh
- edycja 2003: Budka Suflera, Krystyna Giżowska, Zbigniew Górny, LO27, Łzy, Trebunie-Tutki
- edycja 2004: Georgij Agratina, SGB Arabeska, Danza del Fuego, Dima Chaaback, Affabre Concinui, Milo Kurtis, Magda Femme, In-Grid, Janusz „Yanina” Iwański, Kayah, Ireneusz Krosny, Grzegorz Turnau
- edycja 2005: Grażyna Auguścik & Paulinho Garcia, Sarah Connor, Edyta Geppert, Andre Ochodlo, Glass Duo, Jeden Osiem L., Mandaryna, Janusz Radek, Stare Dobre Małżeństwo, Voo Voo, Bartek Wrona, Claudia Zorbas
- edycja 2007: Chór Aleksandrowa, Cool Kids of Death, Czerwone Gitary, Ivan i Delfin, Kombii, Mechanicy Shanty, Maryla Rodowicz, Sinfonia Baltica, L. Subramaniam, Sumptuastic, The Animals, Ray Wilson
- edycja 2008: Ryszard Bazarnik, Dori Fi, Electric Light Band, Medea Berianidze, Katazina, Kroke, Chris Norman, Maggie Reilly, Mickey Finn's T.Rex, The Rubettes feat. Bill Hurd, Ten Years After, Bonnie Tyler
- edycja 2009: Bielizna, Stan Borys, Czarno-Czarni, Deadline, Demob, Focus, Michał Jelonek, Sławomir Łosowski, Czesław Mozil, Nazareth, Parafraza, The Troggs
- edycja 2010: Arthur Brown, Arka Noego, Kasia Kowalska, Lombard, Madmoiselle Karen, Marillion
- edycja 2011: Samantha Fox, Susie Quatro, Braty z Rakemna, Fat Belly Family&Damian Ukeje, Grupo Costa, Cesaria Evora, Chris Botti, Ayo, Closterkeller, Drupi, Electrica Duo, Myslovitz